# Mount Herzl
Mount Herzl (hebraisk: הר הרצל) eller Har HaZikaron (hebraisk: הר הזכרון; Mindesbjerget), er den nationale kirkegård i det vestlige Jerusalem, hovedstaden i Israel. Den er opkaldt efter Theodor Herzl, grundlæggeren af den moderne politiske zionisme. Herzls grav ligger på toppen af bakken. Jad Vashem, der mindes Holocaust, ligger vest for Mount Herzl. Israels krigsofre er også begravet dér. Mount Herzl ligger 834 m.o.h.